# Telamonia latruncula
Telamonia latruncula là một loài nhện trong họ Salticidae.
Loài này thuộc chi Telamonia. Telamonia latruncula được Tord Tamerlan Teodor Thorell miêu tả năm 1877.